# 赵旺铺遗址
赵旺铺遗址，位于山东省潍坊市寿光市圣城街道赵旺铺村（原名赵洼埠），是中华人民共和国山东省文物保护单位之一。
1992年6月12日，授予山东省文物保护单位，是一座古遗址。